# Godzirazaur
Gojirazaur (Gojirasaurus) – dinozaur z rodziny celofyzów (Coelophysidae).
Żył w okresie późnego triasu (ok. 220-209 mln lat temu) na terenach Ameryki Północnej. Długość ciała ok. 5,5-6,5 m, wysokość ok. 2,5 m masa do 400 kg. Jego szczątki znaleziono w USA (w stanie Nowy Meksyk).
Gojirazaur miał stosunkowo duże kończyny przednie. Prawdopodobnie przy ich pomocy łapał on i przytrzymywał zdobycz. Gojirazaur miał długi i mocny ogon.